# Musikkonsulent
Musikkonsulent är en administrativ och pedagogisk befattning som förekommit eller förekommer inom skolväsendet, studieförbund, regionala organisationer och kyrkliga samfund. En musikkonsulents arbetsuppgifter kan vara att samordna musikresurser och att ansvara för fortbildning, m. m.

## Musikkonsulenter och stiftsmusiker i Svenska kyrkan
Alla stift inom Svenska kyrkan har en musikkonsulent som arbetare med kyrkomusikalisk utveckling och samordning. Titeln kallas även stiftsmusiker. Musikkonsulenten är kontaktperson för studerande kyrkomusiker och ansvarar för rekryteringen av kyrkomusiker.

### Göteborgs stift
- 2011–2024: Ulrika Melin Lasson[4]

### Härnösands stift
- 2018–2024: Elisabeth Sundeman[5]

### Karlstads stift
- 2016–: Anders Göranzon[4]
- 2023–2024: Johanna Friberg

### Linköpings stift
- 2001–2021: Karin Wall Källming[6]
- 2021–2024: Emil Holmberg

### Luleå stift
- 2009–2024: Carolina Söderberg[7]

### Lunds stift
- 2016–: Staffan Plantin[4]
- 2022–2024: Maja Malmström

### Skara stift
- 1998–2006: Reibjörn Carlshamre
- 2016–: Magnus Trönnberg[4]
- 2024: Reibjörn Neander

### Stockholms stift
- 2015–2024: Anna Pihl Lindén[8]

### Strängnäs stift
- 2016–: Mathias Thornander[4]
- 2021–2024: Maria Säfsten

### Uppsala stift
- 2016–: Maria Schildt[4]
- 2019–2024: Mats Stenlund

### Visby stift
- 2013–2024: Anne Dungner Hjellström[4]

### Västerås stift
- 2007–2016: Lars Tillenius[4]
- 2001–2024: Hannes Tidare[4]
- 2016–2024: Kira Lankinen

### Växjö stift
- 1999–2017: Patrik Sassersson[4]
- 2018–2024: Åsa Johnsson[9]